# Молекулярное подобие
Понятие молекулярного подобия (или химического подобия, chemical similarity) является одной из ключевых концепций хемоинформатики . Оно играет важную роль в современных подходах к прогнозированию свойств химических соединений, дизайну новых соединений с заранее заданными свойствами и, в особенности, при поиске новых лекарственных препаратов путём проведения скрининга больших баз данных по доступным (или потенциально доступным) химическим соединениям. Подобный поиск основан на принципе подобия свойств, сформулированном Johnson и Maggiora: подобные химические соединения обладают подобными свойствами.

## Меры молекулярного подобия
Мера молекулярного подобия часто описывается как величина, обратная расстоянию либо равная константе минус расстояние в дескрипторном пространстве.

## Поиск по подобию и виртуальный скрининг
Основанный на подобии виртуальный скрининг (разновидность основанного на структурах лигандов виртуального скрининга) исходит из предположения о том, что все соединения из базы данных, подобные данному соединению, обладают подобной биологической активностью. Хотя эта гипотеза не всегда оказывается справедливой, однако часто набор химических структур, отобранных в ходе подобного скрининга, оказывается существенно обогащенным соединениями, обладающими нужным видом биологической активности. Для достижения большей эффективности в проведении основанного на подобии виртуального скрининга химические структуры обычно описываются при помощи молекулярных скринов (структурных ключей) либо при помощи молекулярных отпечатков пальцев фиксированного или переменного размера. Хотя молекулярные скрины и молекулярные отпечатки пальцев могут быть составлены на основе как чисто топологической (2D) информации о молекулярной связности, так и на информации (3D) о пространственном строении молекул, топологические отпечатки пальцев, представляющие собой разновидность бинарных фрагментных дескрипторов, доминируют в этой области. Если для работы с химическими базами данных небольшого и среднего размера вполне годятся структурные ключи, например ключи MDL, то для эффективной работы с большими базами данных предпочтительно использовать обладающие большей информационной плотностью молекулярные отпечатки пальцев. Примерами могут служить основанные на структурных фрагментах молекулярные отпечатки пальцев фирм Daylight, BCI, и Tripos. Наиболее распространенной мерой подобия для структур, представленных при помощи молекулярных отпечатков пальцев, является коэффициент Танимото (Джакара) T. Две химические структуры обычно считаются подобными, если {\displaystyle T>0.85} (для молекулярных отпечатков пальцев фирмы Daylight).